# Нија Вардалос
Нија Вардалос (енгл. Nia Vardalos) је канадско-америчка глумица грчког порекла, рођена 24. септембра 1962. године у Винипегу (Канада).

## Филмографија
- Лари Краун Филм, САД 2011, глумац, сценариста[2]
- Моја грчка авантура, комедија САД/Шпанија, 2009, глумац
- I Hate Valentine's Day, романтична комедија, САД 2009, редитељ, глумац, сценариста[2]
- Кони и Карла, Комедија, САД, 2004, глумац, сценариста[2]
- Мој велики мрсни православни живот, Комедија, САД, 2003, глумац, сценариста[3]
- Моја велика мрсна православна свадба, романтична комедија, САД/Канада, 2001, глумац, сценариста
  - - награда Оскар (2003) - Најбољи оригинални сценарио, номинација
  - - награда Златни глобус (2003) - Најбоља глумица - категорија музичког филма и комедије, номинација
- Meet Prince Charming, романтични филм, САД, глумац
- Team Knight Rider, епизода серијског филма, САД, 1997, глумац
- Men Seeking Women, САД, 1997, глумац